# Wayne Arthurs

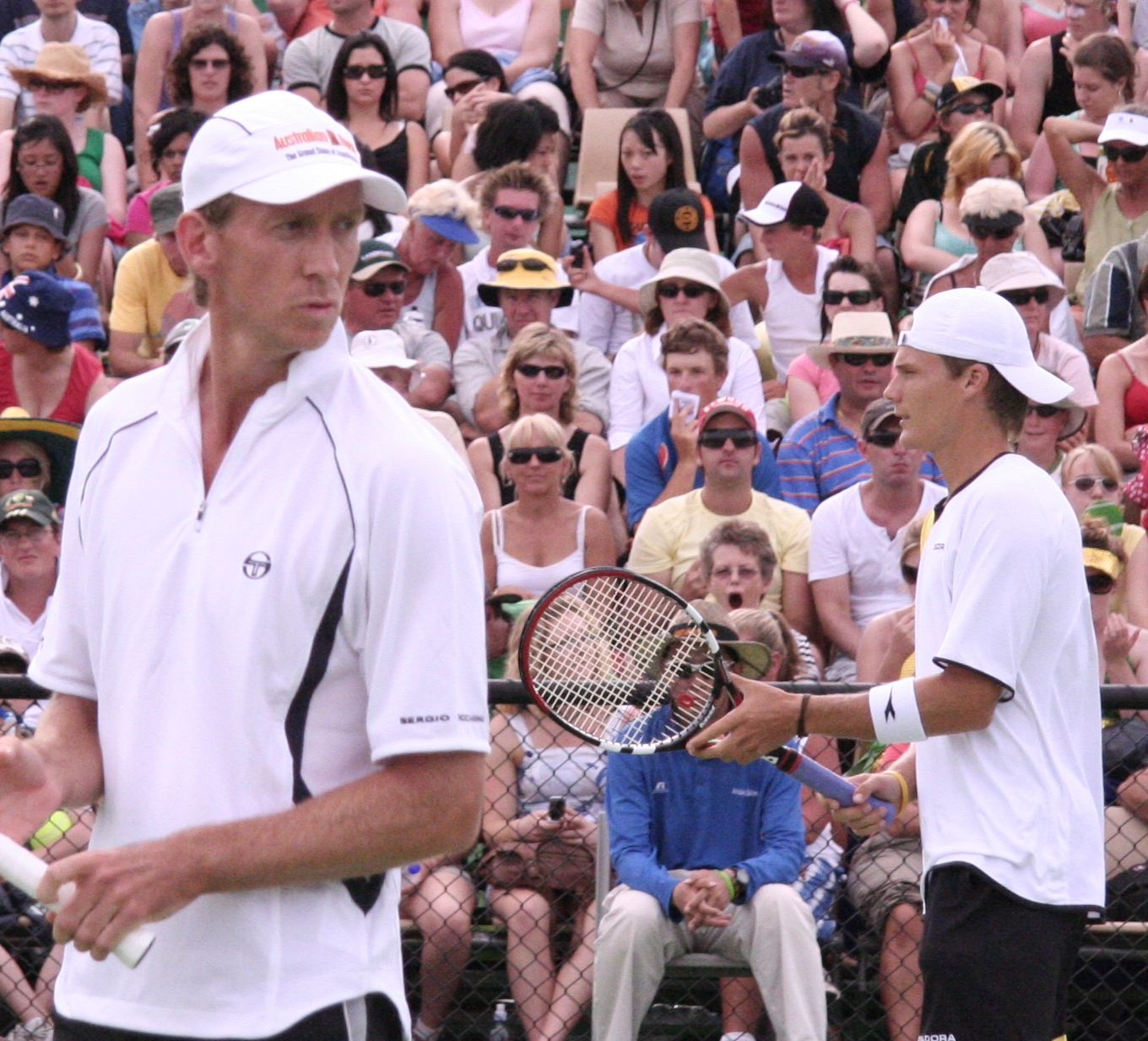
Wayne Arthurs i Peter Luczak, Australian Open 2007

Wayne Sean Arthurs (ur. 18 marca 1971 w Adelaide) – australijski tenisista, zdobywca Pucharu Davisa, olimpijczyk z Aten (2004).
Jego ojciec, Derek Arthurs, występował w Pucharze Davisa w reprezentacji Irlandii i pod koniec lat 60. wyjechał do Australii.

## Kariera tenisowa
Wayne Arthurs karierę zawodową rozpoczął w 1990 roku, a zakończył w 2007 roku po Wimbledonie.
W grze pojedynczej wygrał 1 turniej rangi ATP World Tour, w 2005 roku w Scottsdale. W finale pokonał Mario Ančicia. Dodatkowo w 2002 roku awansował do finału w Nottingham, jednak poniósł ostatecznie porażkę z Jonasem Björkmanem.
W grze podwójnej Arthurs odniósł 12 triumfów rangi ATP World Tour, a także uczestniczył w 15 finałach. Najlepszymi wynikami Australijczyka w deblowych występach wielkoszlemowych są półfinały Australian Open 2001, French Open 2003, a także US Open 2004.
W 1999 roku zadebiutował w zespole narodowym w Pucharze Davisa, gdzie w półfinale pokonał w grze pojedynczej Rosjan, Jewgienija Kafielnikowa i Marata Safina. Nie grał w zwycięskim finale z Francją, ale dzięki występowi w półfinale przysługuje mu tytuł zdobywcy Pucharu. Wynik ten powtórzył w 2003 roku, tym razem przyczyniając się do triumfu Australii w Pucharze Davisa jako deblista (w parze z Toddem Woodbidge). Wystąpił m.in. w finale z Hiszpanią (z Woodbridge pokonał parę Àlex Corretja–Feliciano López).
W 2001 roku zdobył również Drużynowy Puchar Świata (w deblu partnerował mu Scott Draper).
Latem 2004 roku zagrał na igrzyskach olimpijskich w Atenach, dochodząc do 2 rundy w konkurencjach singla i debla. W grze podwójnej startował z Toddem Woodbidge.
W rankingu gry pojedynczej Arthurs najwyżej był na 44. miejscu (9 lipca 2001), a w klasyfikacji gry podwójnej na 11. pozycji (3 listopada 2003).

### Finały w turniejach ATP World Tour
| Legenda                                      |
| -------------------------------------------- |
| Wielki Szlem                                 |
| Igrzyska olimpijskie                         |
| Tennis Masters Cup / ATP Finals              |
| ATP Masters Series / ATP Tour Masters 1000   |
| ATP International Series Gold / ATP Tour 500 |
| ATP International Series / ATP Tour 250      |

#### Gra pojedyncza (1–1)
| Końcowy wynik | Nr | Data            | Turniej    | Nawierzchnia | Przeciwnik     | Wynik finału     |
| ------------- | -- | --------------- | ---------- | ------------ | -------------- | ---------------- |
| Finalista     | 1. | 23 czerwca 2002 | Nottingham | Trawiasta    | Jonas Björkman | 2:6, 7:6(5), 2:6 |
| Zwycięzca     | 1. | 27 lutego 2005  | Scottsdale | Twarda       | Mario Ančić    | 7:5, 6:3         |

#### Gra podwójna (12–15)
| Końcowy wynik | Nr  | Data                 | Turniej      | Nawierzchnia    | Partner             | Przeciwnicy                          | Wynik finału        |
| ------------- | --- | -------------------- | ------------ | --------------- | ------------------- | ------------------------------------ | ------------------- |
| Zwycięzca     | 1.  | 18 września 1994     | Bukareszt    | Ceglana         | Simon Youl          | Jordi Arrese José Antonio Conde      | 6:4, 6:4            |
| Finalista     | 1.  | 30 lipca 1995        | Amsterdam    | Ceglana         | Neil Broad          | Marcelo Ríos Sjeng Schalken          | 6:7, 2:6            |
| Finalista     | 2.  | 6 sierpnia 1995      | Kitzbühel    | Ceglana         | Jordi Arrese        | Francisco Montana Greg Van Emburgh   | 7:6, 3:6, 6:7       |
| Finalista     | 3.  | 17 marca 1996        | Kopenhaga    | Dywanowa (hala) | Andrew Kratzmann    | Libor Pimek Byron Talbot             | 6:7, 6:3, 3:6       |
| Zwycięzca     | 2.  | 27 lipca 1997        | Kitzbühel    | Ceglana         | Richard Fromberg    | Thomas Buchmayer Thomas Strengberger | 6:4, 6:3            |
| Zwycięzca     | 3.  | 3 maja 1998          | Praga        | Ceglana         | Andrew Kratzmann    | Fredrik Bergh Nicklas Kulti          | 6:1, 6:1            |
| Zwycięzca     | 4.  | 23 sierpnia 1998     | New Haven    | Twarda          | Peter Tramacchi     | Sébastien Lareau Alex O’Brien        | 7:6, 1:6, 6:3       |
| Finalista     | 4.  | 20 września 1998     | Bournemouth  | Ceglana         | Alberto Berasategui | Neil Broad Kevin Ullyett             | 6:7, 3:6            |
| Zwycięzca     | 5.  | 9 maja 1999          | Hamburg      | Ceglana         | Andrew Kratzmann    | Paul Haarhuis Jared Palmer           | 2:6, 7:6(5), 6:2    |
| Zwycięzca     | 6.  | 11 lipca 1999        | Newport      | Trawiasta       | Leander Paes        | Sarkis Sarksjan Chris Woodruff       | 6:7, 7:6, 6:3       |
| Finalista     | 5.  | 21 maja 2000         | Hamburg      | Ceglana         | Sandon Stolle       | Todd Woodbridge Mark Woodforde       | 7:6(4), 4:6, 3:6    |
| Finalista     | 6.  | 7 stycznia 2001      | Adelaide     | Twarda          | Todd Woodbridge     | David Macpherson Grant Stafford      | 7:6(5), 4:6, 4:6    |
| Finalista     | 7.  | 29 września 2002     | Hongkong     | Twarda          | Andrew Kratzmann    | Jan-Michael Gambill Graydon Oliver   | 7:6(2), 4:6, 6:7(4) |
| Finalista     | 8.  | 27 października 2002 | Sztokholm    | Twarda (hala)   | Paul Hanley         | Wayne Black Kevin Ullyett            | 4:6, 6:2, 6:7(4)    |
| Zwycięzca     | 7.  | 23 lutego 2003       | Rotterdam    | Twarda (hala)   | Paul Hanley         | Roger Federer Maks Mirny             | 7:6(4), 6:2         |
| Zwycięzca     | 8.  | 11 maja 2003         | Rzym         | Ceglana         | Paul Hanley         | Michaël Llodra Fabrice Santoro       | 6:1, 6:3            |
| Finalista     | 9.  | 17 sierpnia 2003     | Cincinnati   | Twarda          | Paul Hanley         | Bob Bryan Mike Bryan                 | 5:7, 6:7(5)         |
| Zwycięzca     | 9.  | 28 września 2003     | Szanghaj     | Twarda          | Paul Hanley         | Zeng Shaoxuan Zhu Benqiang           | 6:2, 6:4            |
| Finalista     | 10. | 26 października 2003 | Sztokholm    | Twarda (hala)   | Paul Hanley         | Jonas Björkman Todd Woodbridge       | 3:6, 4:6            |
| Zwycięzca     | 10. | 2 listopada 2003     | Paryż        | Dywanowa (hala) | Paul Hanley         | Michaël Llodra Fabrice Santoro       | 6:3, 1:6, 6:3       |
| Finalista     | 11. | 9 maja 2004          | Rzym         | Ceglana         | Paul Hanley         | Mahesh Bhupathi Maks Mirny           | 6:2, 3:6, 4:6       |
| Finalista     | 12. | 19 lipca 2004        | Los Angeles  | Twarda          | Paul Hanley         | Bob Bryan Mike Bryan                 | 3:6, 6:7(6)         |
| Finalista     | 13. | 31 października 2004 | Sztokholm    | Twarda (hala)   | Paul Hanley         | Feliciano López Fernando Verdasco    | 4:6, 4:6            |
| Zwycięzca     | 11. | 20 czerwca 2005      | San Jose     | Twarda (hala)   | Paul Hanley         | Yves Allegro Michael Kohlmann        | 7:6(4), 6:4         |
| Finalista     | 14. | 27 lutego 2005       | Scottsdale   | Twarda          | Paul Hanley         | Bob Bryan Mike Bryan                 | 5:7, 4:6            |
| Finalista     | 15. | 20 marca 2005        | Indian Wells | Twarda          | Paul Hanley         | Mark Knowles Daniel Nestor           | 6:7(6), 6:7(2)      |
| Zwycięzca     | 12. | 16 października 2005 | Sztokholm    | Twarda (hala)   | Paul Hanley         | Leander Paes Nenad Zimonjić          | 5:3, 5:3            |